# Troglostygnopsis anophthalma
Troglostygnopsis
Genre
Espèce
Troglostygnopsis anophthalma, unique représentant du genre Troglostygnopsis, est une espèce d'opilions laniatores de la famille des Stygnopsidae.

## Distribution
Cette espèce est endémique du Chiapas au Mexique. Elle se rencontre à San Cristóbal de Las Casas dans les grottes Grutas de Rancho Nuevo et à Bochil dans les grottes Cueva de la Golondrina et Cueva del Nacimiento del Rio San Domingo.

## Description
Le mâle holotype mesure 5 mm.

## Genres de la sous-famille des Stygnopsinae
Selon World Catalogue of Opiliones (06/10/2021) :
- Chinquipellobunus Goodnight & Goodnight, 1944
- Hoplobunus Banks, 1900
- Isaeus Sørensen, 1932
- Iztlina Cruz-López & Francke, 2017
- Mexotroglinus Šilhavý, 1977
- Minisge Cruz-López, Monjaraz-Ruedas & Francke, 2019
- Panzosus Roewer, 1949
- Paramitraceras Pickard-Cambridge, 1905
- Philora Goodnight & Goodnight, 1954
- Sbordonia Šilhavý, 1977
- Serrobunus Goodnight & Goodnight, 1942
- Stygnopsis Sørensen, 1902
- Tonalteca Cruz-López & Francke, 2017
- Troglostygnopsis Šilhavý, 1974

## Publication originale
- Šilhavý, 1974 : « Cavernicolous opilionids from Mexico (Arachnida, Opiliones). Subterran. Fauna of Mexico. Part II. » Quaderni dell'Accademia Nazionale dei Lincei, vol. 171, p. 175–194.